# Annenaltar (Uelzen)

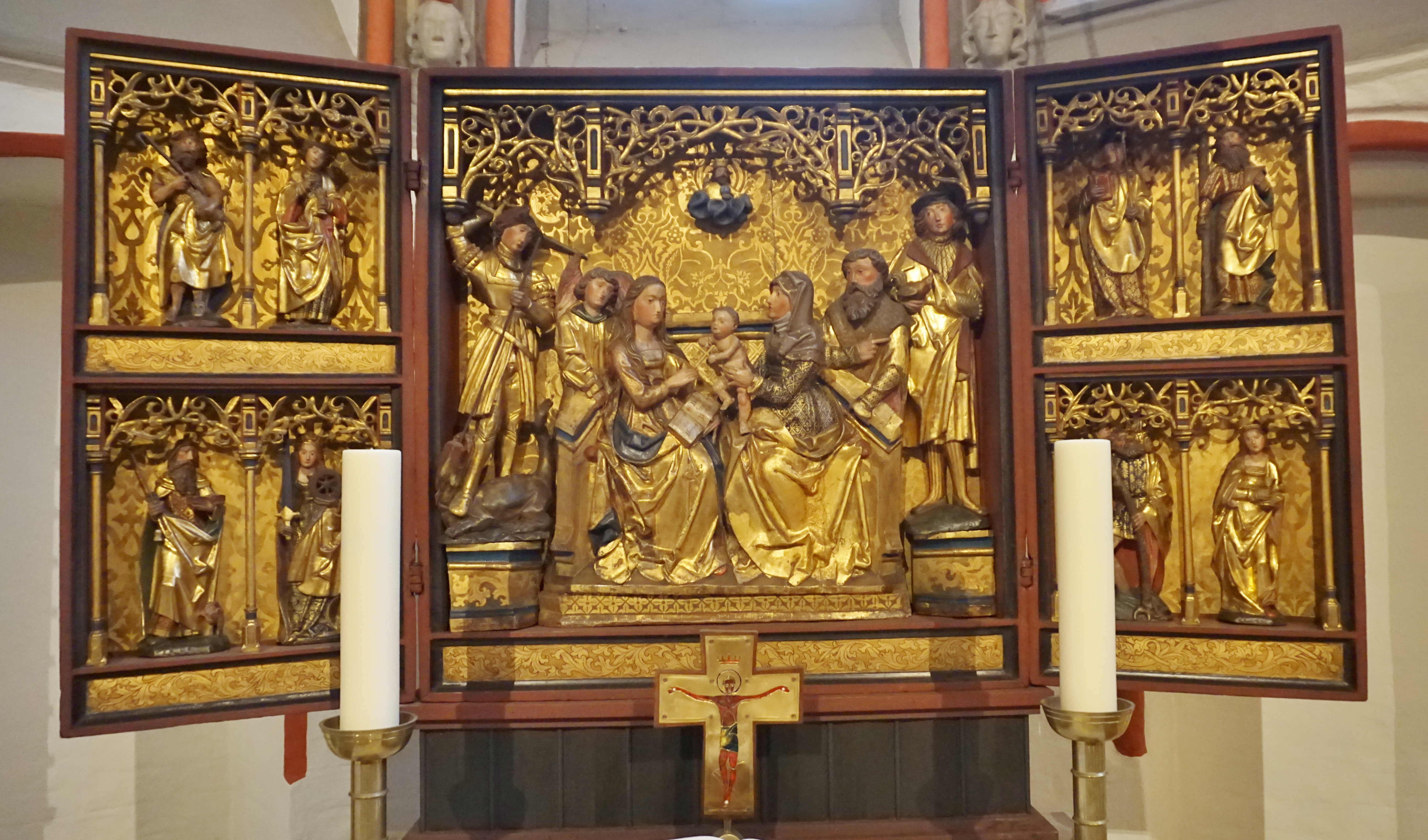
Uelzener Annenaltar

Der Uelzener Annenaltar (auch St.-Viti-Retabel) ist ein Altarretabel aus dem frühen 16. Jahrhundert, das seit 1949 in der Uelzener St.-Marien-Kirche steht.
Der Annenaltar wurde im Stil der Spätgotik geschaffen, weist technisch gut gearbeitete Figuren auf und zeigt im Schrein Anna selbdritt.

## Geschichte

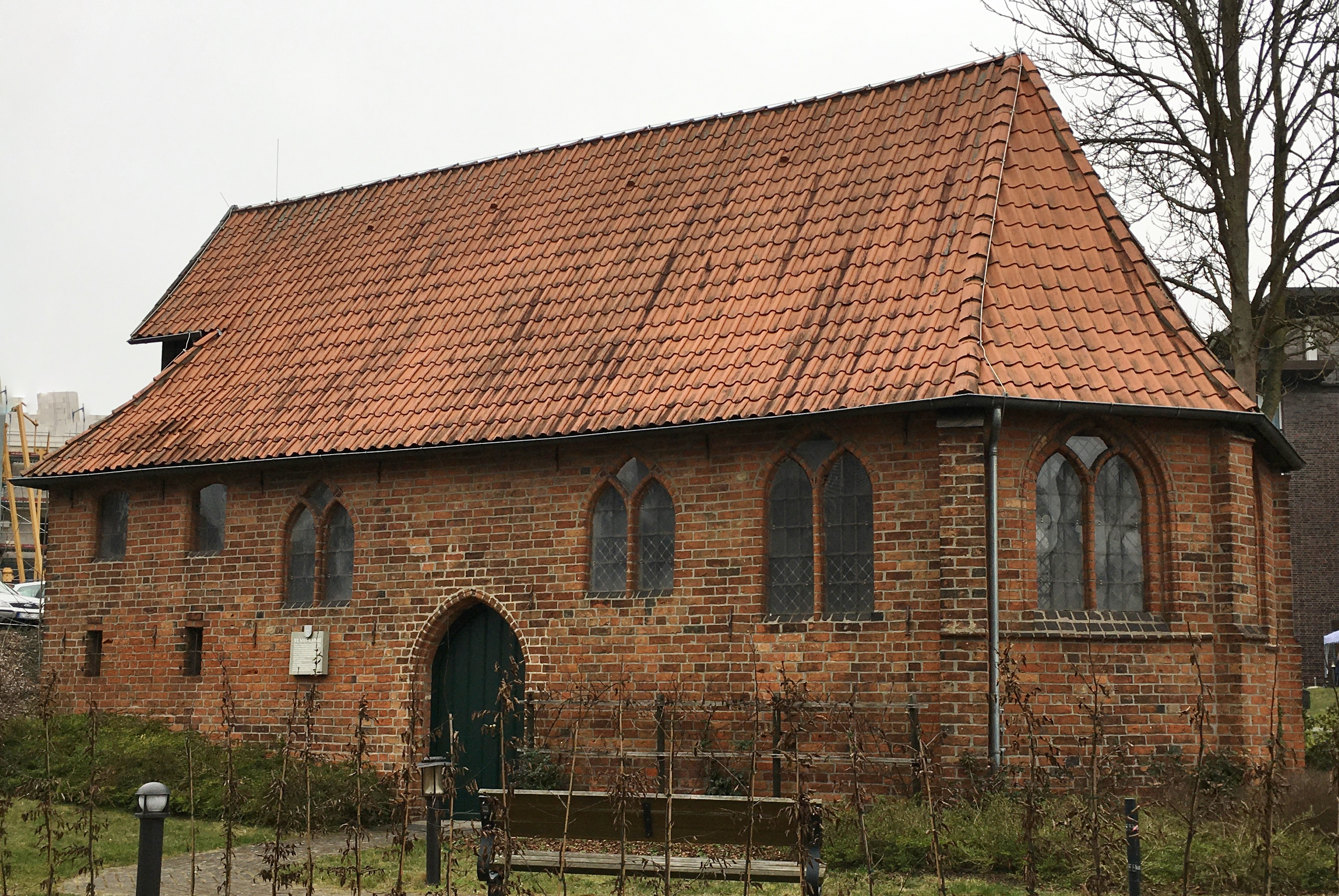
St.-Viti-Kapelle, ursprünglicher Standort des Retabels

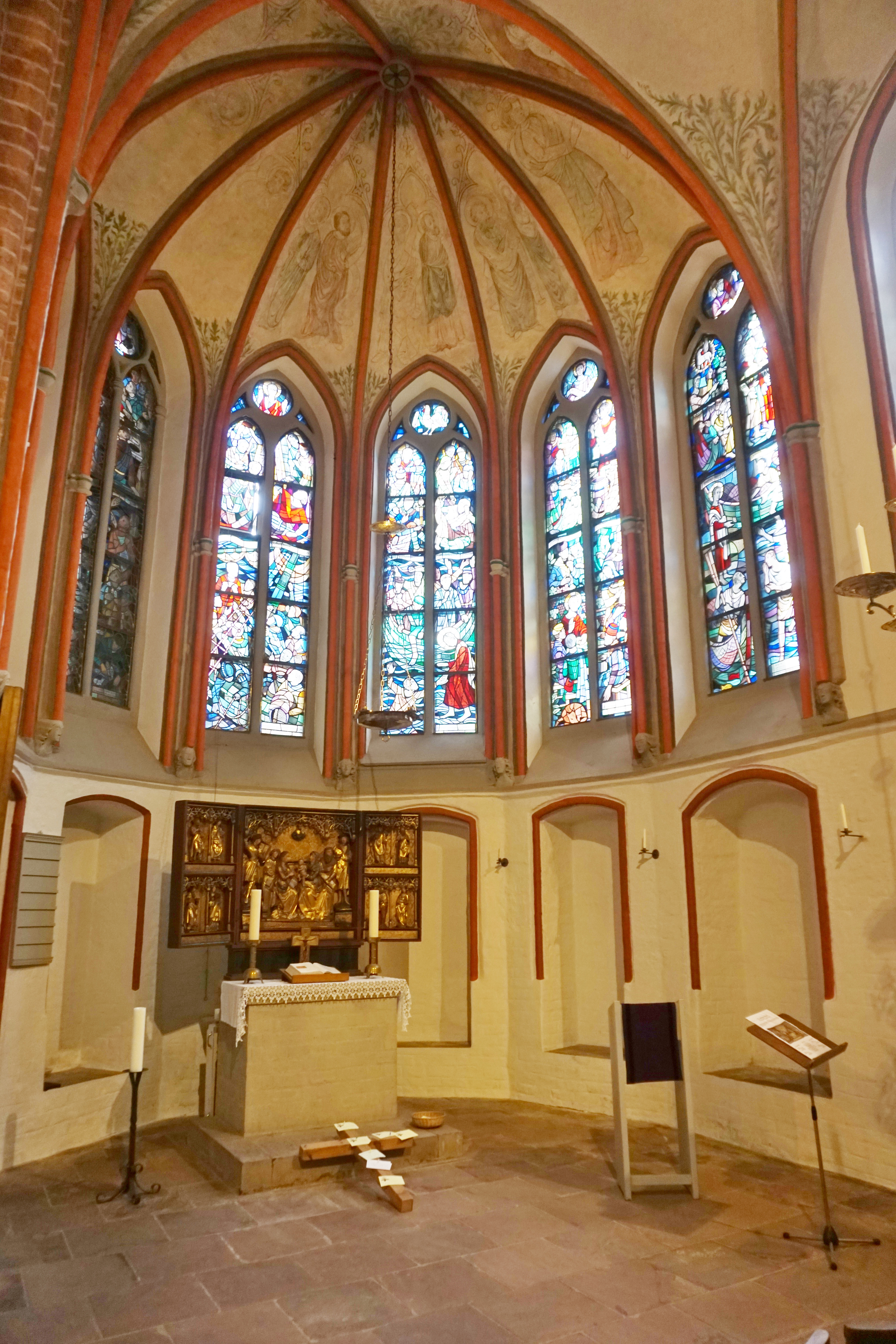
Apostelkapelle in St. Marien, Standort des Retabels seit 1949

Das Retabel wurde 1506 geschaffen und vermutlich durch Dederikus Lembeke gestiftet. Aus welcher Werkstatt das Retabel stammt, ist nicht bekannt, allerdings werden Zusammenhänge des Retabels zu dem Lüneburger Kreuzigungsaltar in St. Johannis und dem Veerßener Altarretabel in St. Marien gesehen, weshalb angenommen wird, dass das Retabel ebenfalls aus einer Lüneburger Werkstatt stammt.
Am Retabel wurden verschiedene Veränderungen vorgenommen. Mithoff beschrieb 1877, dass die Figuren noch weiß übertüncht waren und das Retabel einen Aufsatz besaß.
Als das Retabel Ende des 19. Jahrhunderts neu gefasst wurde, wurden möglicherweise die Farbe und der Aufsatz entfernt.
Das Retabel befand sich ursprünglich in der Uelzener St.-Viti-Kapelle, was sich auch in der Darstellung des heiligen Vitus im Mittelbild des Schreins widerspiegelt. Im Jahr 1949 wurde das Retabel aus der Kapelle entfernt und in die wenige hundert Meter südlich gelegene Kirche St. Marien gebracht, wo es in der 1357 errichteten Apostel-Kapelle aufgestellt wurde. Durch den neuen Standort erhielt das Retabel wieder mehr Aufmerksamkeit.

## Beschreibung
Der Annenaltar gliedert sich in einen Schrein und zwei bewegliche Seitenflügel.
Schrein und Flügel des Triptychons weisen jeweils einen ornamentierten, goldenen Hintergrund auf. Während der Hintergrund des Schreins eher blumig gestaltet ist, scheint der Hintergrund der Flügel die Architektur der Maßwerkschleier zu reflektieren.

### Schrein
Der Schrein zeigt eine Anna-selbdritt-Darstellung, die einem Holzschnitt von Hans Baldung Grien nachempfunden wurde und nach oben von einem dreiteilig gegliederten Maßwerkbaldachin abgeschlossen wird.
Mittig ist rechts die heilige Anna, die der links neben ihr sitzenden Maria das Jesuskind reicht, zu sehen. Maria ist mit offenem Haar und einem Buch, das die Inschrift „in principio erat verbum et verbum erat deus“ trägt, dargestellt. Rechts hinter Anna steht ihr Mann Joachim sowie auf einem Sockel der heilige Vitus mit einem Hahn. Hinter Maria befinden sich ein Engel und der heilige Georg, der einen Drachen tötet und auf einem Sockel steht. Die gesamte Gruppe ergibt nach oben durch die unterschiedliche Höhe der Figuren einen offenen Bogen, über dem Gottvater in einer Wolke erscheint. Die Blicke aller Figuren im Schrein sind auf das Jesuskind gerichtet.

### Seitenflügel
Die Flügel enthalten jeweils zwei Register, die durch ein goldenes Ornamentband getrennt sind. Jedes Register enthält zwei Felder, die nach oben durch Maßwerkbaldachine abgeschlossen und von drei schlanken Säulen flankiert werden. Die Figuren in den Feldern stehen jeweils auf unterschiedlichen Sockeln.
Im oberen Register des linken Flügels steht Johannes der Täufer mit einem Lamm und im rechten Feld Johannes der Evangelist mit einem Kelch. Im unteren, linken Feld stehen der heilige Antoninus mit einer Glocke sowie einem Schwein und Katharina mit einem Schwert und Rad im rechten Feld. Im oberen Register des rechten Flügels sind links eine Figur des heiligen Nikolaus mit Buch sowie Krummstab und rechts der heilige Andreas mit Buch und Kreuz zu sehen. Das untere Register zeigt links den heiligen Christophorus mit dem Christkind auf den Schultern und rechts die heilige Barbara mit einem Kelch. Die Figur des Christophorus ist verhältnismäßig groß, weshalb das Kind von dem Baldachin verdeckt wird.